# Martin Petit
Pour les articles homonymes, voir Petit.
Martin Petit (né le 24 septembre 1968 à Laval) est un humoriste, acteur et scénariste québécois. Il est le premier humoriste québécois à remporter l'Olivier du spectacle d'humour de l'année pour chacun de ses one-man shows. Son premier film, Starbuck, coscénarisé avec Ken Scott, est devenu le film canadien le plus populaire de 2011 en plus d'être acheté par la compagnie Dreamworks de Steven Spielberg pour un remake.
Comme acteur, il fait des apparitions marquantes dans Bouledogue Bazar, La Petite Vie et dans Un gars, une fille. En plus, il obtient le rôle de Sylvain dans de deuxième volet de la populaire franchise cinématographique Les Boys.
Comme animateur de galas, Martin Petit a fait sa marque en animant plusieurs fois des galas Juste Pour Rire ainsi que le gala des Olivier (2007, 2008) qui célèbre les meilleurs humoristes québécois. Il a de plus animé à la radio NRJ l'émission « Le monde est Petit » de 2005 à 2007.

## Biographie
Il commence sa carrière dans l'improvisation. De 1985 à 1994, il joue dans plusieurs ligues, dont la LNI. En 1991, il remporte les auditions nationales Juste pour rire et fonde le groupe Les Bizarroïdes avec Ken Scott, Guy Lévesque et Stéphane E. Roy. Plusieurs sketchs créés par ce groupe sont considérés comme des classiques de l'humour québécois. En 1996 avec Sylvain Ouellet, Maxime Martin et Mario Bélanger, il a créé les spectacles Zone Interdite I et II, une série d'humour dans le cadre du Festival Juste pour rire.
En 1998 il co-fonde le groupe de rap francophone Les nouveaux prophètes avec Didier Lucien et Paul Dubé. Avec comme nom de scène: Psy (Didier Lucien), Dunky Shot (Martin Petit) et Mc Hot Chicken (Paul Dubé), ils lancent leur album éponyme le 9 mars 1999. Ils font notamment apparition aux FrancoFolies de Montréal le 18 juin 1998 et à l'émission Le point J en 1999. Après avoir reçu une critique moyenne et ayant subi un échec commercial, le groupe se dissout quelques années plus tard. À l'automne 2000, il tient le rôle d'Alvaro Gonzalez dans Les Gingras-Gonzalez sur les ondes de TQS pendant 2 mois. Ensuite, il en assure l'animation pendant le reste de l'année.
En 2001, avec Stéphane E. Roy et Jean-François Aubé il a fondé le cabaret des Auteurs du dimanche, le plus vieux cabaret de création encore actif à Montréal.
De 2005 à 2007 il est à la barre de l'émission du midi Le monde est petit, diffusée sur les ondes d'NRJ 94.3 à Montréal.
En 2007, il anime la 9e édition du gala des Olivier et le reprend en 2008 lors de sa 10e édition.
En 2015, il co-fonde le Bordel Comédie Club avec cinq autres humoristes québécois.

## Vie privée
Il est le frère du chanteur Richard Petit.

## Carrière

### Spectacles d'humour
- 1994 : Sautes d'humour avec le groupe Les Bizarroïdes
- 1996 : Zone interdite I avec Maxim Martin, Mario Bélanger et Sylvain Ouellet
- 1996 : Zone interdite II avec Maxim Martin et Mario Bélanger
- 1999 : Grandeur nature One-man show
- 2004 : Humour libre One-man show
- 2010 : Micro de feu One-man show
- 2024 : Un monde meilleur

### Filmographie

#### Cinéma
- 1998 : Les Boys 2 : Sylvain
- 2000 : La Vie après l'amour : ambulancier
- 2005 : Idole instantanée : Guy
- 2011 : Starbuck : éboueur

#### Télévision
- 1993 : La petite vie (acteur)
- 1995 : Bouledogue Bazar (acteur)
- 2000 : Un gars, une fille (auteur et acteur)
- 2013 à 2017 : Les Pêcheurs (auteur et acteur)
- 2023 : Un gars, une fille (auteur et acteur)

### Discographie
- 1999 : Les nouveaux Prophètes, Duff Music[6]

## Récompenses et nominations

### Récompenses
Cinéma
- 2012 Génie de meilleur scénario original, avec Ken Scott (Gala du cinéma canadien)

Humour
- 2005 Prix du jeune public, Festival de Morges sous-rire (Suisse)
- 2006 Grand Prix de la presse et du Jury du Festival du rire de Rochefort (Belgique)

#### ADISQ
- 2005 : Spectacle de l'année-humour pour le spectacle Humour Libre.
- 2011 : Spectacle de l'année-humour pour le spectacle Martin Petit et Micro de feu.

#### Gala des Olivier
- 2000 : Auteur de l'année pour le spectacle Grandeur nature avec Sylvain Larocque.
- 2000 : Numéro d'humour de l'année La valse à 1000 temps dans Grandeur nature.
- 2000 : Spectacle d'humour/stand-up de l'année (ex aequo) avec Mario Jean.
- 2005 : Auteur de l'année pour le spectacle Humour libre.
- 2005 : Numéro d'humour de l'année dans Humour libre.
- 2005 : Spectacle d'humour/stand-up de l'année.
- 2011 : Auteur de l'année pour le spectacle Micro de feu.
- 2011 : Meilleur spectacle de l'année pour le spectacle Micro de feu.

### Nominations

#### Gala des Olivier
- 1999 : Découverte de l'année
- 2009 : DVD d'humour de l'année
- 2010 : 2 X auteur de l'année sur les spectacles de Alex Perron et Jean-Michel Anctil
- 2011 : Mise en scène de l'année pour "Martin Petit et le micro de feu"
- 2011 : Spectacle d'humour le plus populaire
- 2011 : humoriste de l'année
- 2012 : Spectacle d'humour le plus populaire
- 2012 : humoriste de l'année